# ماكس تشارلز
ماكس تشارلز (بالإنجليزية: Max Charles)‏ مواليد 18 أغسطس 2003 في دايتون، الولايات المتحدة، هو ممثل أمريكي بدأ مسيرته الفنية سنة 2010.

## الأعمال

### أفلام
- المهرجون الثلاثة (2012)
- الرجل العنكبوت المذهل (2012) (بدور: ينغ بيتر باركر)
- الرجل العنكبوت المذهل 2 (2014)
- السيد بيبودي وشيرمان (2014) (بدور: شيرمان)
- قناص أمريكي (2014) (بدور: كولتون كايل)
- الأسد الحارس (2015)
- أنجري بيردز الفيلم (2016) (بدور: بوبي)

### مسلسلات
- دم حقيقي
- كوميونتي
- جيسي
- الدجاجة الآلية
- وقت المغامرة
- فاميلي غاي
- أميريكان داد!
- أسطورة كورا
- أبناء المختبر
- السلالة
- هارفي بيكس
- الأسد الحارس

## روابط خارجية
- ماكس تشارلز على موقع IMDb (الإنجليزية)
- ماكس تشارلز على موقع ميوزك برينز (الإنجليزية)
- ماكس تشارلز على موقع قاعدة بيانات الفيلم (الإنجليزية)